# 马来西亚股票交易所
马来西亚股票交易所 （MYX：1818），是馬來西亞的股票交易所，至2021年7月13日有1,397家上市公司成員，当天股价最高的公司为NESTLE（雀巢公司，MYX：4707 ）股价达134.20令吉，该公司同时亦在瑞士证券交易所、美国场外交易集团、孟买证券交易所及名古屋证券交易所上市。

## 歷史
馬來西亞股票交易所成立于1964年，随着马来西亚及新加坡在1965年分裂。马来西亚证券交易所成为马来西亚和新加坡的证券交易所。1973年，由于马来西亚和新加坡的货币之间的互换性停止，马来西亚成立了吉隆坡证券交易所有限公司及新加坡也成立自己的新加坡交易所。在1976年12月14日，吉隆坡证券交易所有限公司转型为吉隆坡证券交易擔保有限公司。

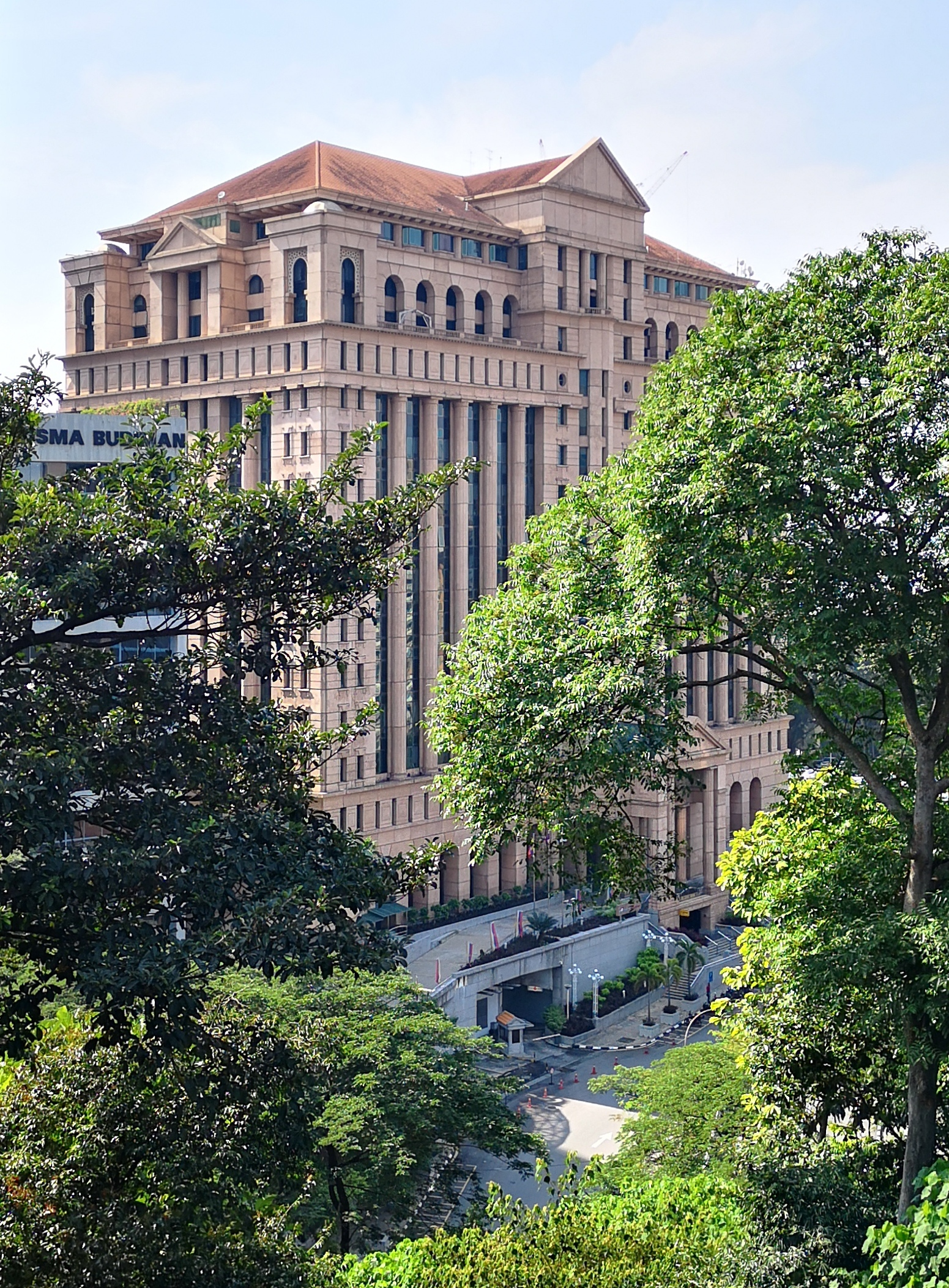
Bursa Malaysia (2019)

2004年4月14日，吉隆坡证券交易所有限公司正式改名为马来西亚股票交易所（Bursa Malaysia Berhad）。马来西亚股票交易所于2005年3月18日，在马来西亚股票主板上市。2009年，马来西亚股票交易所与芝加哥商品交易所达成伙伴关系，共同创办“马来西亚衍生产品交易所”并在该交易所持股75%。
馬股每手交易數量為100单位。 2024年5月7日，马来西亚股票交易所的总市值首次突破2兆令吉。

## 相關条目
- 马来西亚财政部
- 大眾銀行
- 馬來西亞電訊公司
- 馬來亞銀行